# Берхон, Сауль
Сауль Берхон Перес (исп. Saúl Berjón Pérez; 24 мая 1986, Овьедо, Испания) — испанский футболист, вингер клуба «Бургос».

## Карьера
Берхон — воспитанник клубов «Ковадонга» и «Овьедо». Профессиональную карьеру он начал выступая за клубы «Беррон», «Леалтад», «Лангрео» и «Пахара Плайяс». Летом 2008 года Сауль перешёл в «Лас-Пальмас». 30 августа в матче против «Реал Сосьедад» он дебютировал в Сегунде. 13 сентября в поединке против «Сарагосы» Берхон забил свой первый гол за «Лас-Пальмас». Летом 2010 года Сауль подписал контракт с дублирующей командой «Барселоны». Сумма трансфера составила 300 тыс. евро. 28 августа в матче против «Сельты» он дебютировал за дублёров.
Летом 2011 года Берхон был отдан в аренду в «Алькоркон». 17 сентября в матче против «Картахены» он дебютировал за новый клуб. 19 ноября в поединке против «Кордовы» Сауль забил свой первый гол за «Алькоркон».
Летом 2012 года Берхон присоединился к «Мурсии». 20 августа в матче против «Кордовы» он дебютировал за новую команду. 11 ноября в поединке против «Вильярреала» Сауль забил свой первый гол за «Мурсию». Летом 2014 года Берхон подписал соглашение с «Эйбаром». 30 августа в матче против «Атлетико Мадрид» он дебютировал в Ла Лиге. 4 октября в поединке против «Леванте» Сауль забил свой первый гол за «Эйбар». Летом 2016 года Берхон перешёл в мексиканский УНАМ Пумас. 17 июля в матче против «Гвадалахары» он дебютировал в мексиканской Примере. В поединках Кубка чемпионов КОНКАКАФ против гондурасского «Гондурас Прогресо» и тринидадского «Дабл-Ю Коннекшн» Сауль забил по голу.
В начале 2017 года Берхон на правах свободного агента подписал контракт с родным «Овьедо». 8 января в матче против дублёров «Севильи» он дебютировал за клуб. 12 февраля в поединке против «Мирандеса» Сауль забил свой первый гол за «Овьедо».